# Luca Tabarot
Pour les articles homonymes, voir Tabarot.
Pas d'image ? Cliquez ici

a Compétitions nationales et continentales officielles uniquement.

b Matchs officiels uniquement.
Dernière mise à jour le 14 avril 202t.
Lucas Tabarot, né le 24 décembre 2003, est un joueur français de rugby à XV. Il joue au poste de pilier gauche au Montpellier HR.

## Biographie
Luca Tabarot commence la pratique du rugby à XV en 2009 à l'âge de six ans au RC cévenol, le club d'Alès avant de rejoindre en 2016 le Rugby club nîmois. Lors de la saison 2019-2020, il intègre le Montpellier HR en Crabos et la section sportive du Lycée Jean-Mermoz puis en 2021-2022, il intègre le centre de formation du club montpelliérain.
Il fait ses débuts avec l'équipe professionnelle du Montpellier HR le 28 mai 2023 dans un match de Top 14 à Pau contre la Section paloise en remplaçant Grégory Fichten en début de seconde mi-temps. En mal de temps de jeu, il est prêté en novembre 2023 au club du Soyaux Angoulême XV qui évolue en Pro D2.
Il regagne le club héraultais durant l'été 2024 puis participe à quelques rencontres de Top 14 avant de repartir en prêt en Pro D2 au SU Agen en février 2025.